# The Neon Live
The Neon Live es un CD que contiene la séptima grabación en vivo de Erasure, para CD, registrada los días 9 y 10 de octubre de 2021 en Mánchester o2, Mánchester , en el marco de la gira The Neon Tour.

## CD 1
| The Neon Live |                                                                           |          |  |
| N.º           | Título                                                                    | Duración |  |
| 1.            | «Intro (Joe 90)» (Cover de la cortina de presentación de la serie Joe 90) | 0:52     |  |
| 2.            | «Chorus» (de Chorus, 1991)                                                | 4:43     |  |
| 3.            | «Hey Now (Think I Got A Feeling)» (de The Neon, 2020)                     | 3ː51     |  |
| 4.            | «Fill Us with Fire» (de Tomorrow's World, 2011)                           | 3ː11     |  |
| 5.            | «Sacred» (de The Violet Flame, 2014)                                      | 3ː47     |  |
| 6.            | «The Circus» (de The Circus, 1987)                                        | 4ː02     |  |
| 7.            | «Who Needs Love Like That» (de Wonderland, 1986)                          | 2ː55     |  |
| 8.            | «Nerves of Steel» (de The Neon, 2020)                                     | 4ː26     |  |
| 9.            | «Blue Savannah» (de Wild!, 1989)                                          | 5ː15     |  |
| 10.           | «Chains of Love» (de The Innocents, 1988)                                 | 3ː35     |  |
| 11.           | «Turns the Love to Anger» (de Chorus, 1991)                               | 3ː56     |  |
| 12.           | «Careful What I Try to Do» (de The Neon, 2020)                            | 3ː29     |  |

## CD 2
| The Neon Live |                                                                                            |          |  |
| N.º           | Título                                                                                     | Duración |  |
| 1.            | «Sometimes» (de The Circus, 1987)                                                          | 3ː20     |  |
| 2.            | «Save Me Darling» (de Cowboy, 1997)                                                        | 3ː38     |  |
| 3.            | «Shot A Satellite» (de The Neon, 2020)                                                     | 3ː49     |  |
| 4.            | «Love to Hate You» (de Chorus, 1991)                                                       | 4ː07     |  |
| 5.            | «Love Is A Stranger» (cover de Eurythmics del álbum Sweet Dreams (Are Made of This), 1982) | 3ː39     |  |
| 6.            | «Drama!» (de Wild!, 1989)                                                                  | 4ː01     |  |
| 7.            | «Always» (de I Say I Say I Say, 1994)                                                      | 3ː47     |  |
| 8.            | «Stop!» (de Crackers International, 1988)                                                  | 3ː13     |  |
| 9.            | «Push Me Shove Me» (de Wonderland, 1986)                                                   | 3ː03     |  |
| 10.           | «Victim of Love» (de The Circus, 1987)                                                     | 3ː41     |  |
| 11.           | «Oh L'Amour» (de Wonderland, 1986)                                                         | 3ː30     |  |
| 12.           | «A Little Respect» (de The Innocents, 1988)                                                | 3ː46     |  |

### Créditos
Todos los temas fueron escritos por Vince Clarke y Andy Bell, excepto Sacred que fue escrito por Vince Clarke, Andy Bell y Richard X y Love Is a Stranger; Who Needs Love Like That y Push Me Shove Me, escritos sólo por Vince Clarke; un cover a Eurythmics escrito por Annie Lennox y Dave Stewart, otro a Joe 90 escrita por Barry Gray.

Erasure:
- Voces: Andy Bell
- Música: Vince Clarke

con:
- Coros: Valerie Chalmers y Emma Whittle
- Masterizado: Stefan Betke
- Mezcla: MJ, Max Pulham, Necker
- Grabación y mezcla: Will Shapland
- Posproducción: Necker
- Dirección de arte: Paul A. Taylor
- Fotografías: Andy Sturmey, Carsten Windhorst, Gerard Hynes
- Jefe de gira: Andy Whittle[4]